# چلنج کاپ آسیا
جام مُبارزان کُنفدراسیون فوتبال آسیا (به انگلیسی: AFC Challenge Cup) یک تورنمنت فوتبال  منحل شده که میان تیم‌های ملی اعضای ضعیف تر کنفدراسیون فوتبال آسیا برگزارمی شد. اولین دوره این مسابقات در سال ۲۰۰۶ در بنگلادش و نپال با شرکت ۱۶ تیم برگزار شد و با قهرمانی تیم افغانستان به پایان رسید. دوره بعدی این مسابقات سال ۲۰۰۸ در هند برگزارشدوهندقهرمان شد. قهرمان این مسابقات و فاتح دوره سوم رقابت‌ها  در سال ۲۰۱۰(کره شمالی) برگزار شد برای شرکت در جام ملت‌های آسیا ۲۰۱۱ برگزیده شدند وقهرمان سال ۲۰۱۲ این مسابقات(کره شمالی)وقهرمان سال ۲۰۱۴(افغانستان)به مسابقات جام ملتهای آسیا ۲۰۱۵ راه یافتند. در حال حاضر جام همبستگی آسیا (AFC Solidarity Cup) به جای این مسابقات برگزار می شود.

## تاریخچه
با آغاز ریاست محمد بن همام قطری بر ای‌اف سی و در چارچوب برنامه‌های او برای نوسازی ساختار فوتبال آسیا قرار بر این شد که مسابقات مقدماتی جام جهانی، مقدماتی جام قهرمانی فوتبال ملت‌های آسیا و مسابقات باشگاهی قاره به شکلی برگزار شود که با کاهش مسابقات بین تیم‌های بسیار قوی و بسیار ضعیف فوتبال قاره، انگیزه هر دو گروه برای شرکت در مسابقات افزایش پیدا کند. در این چارچوب کشورهای عضو ای‌اف‌سی (که هم‌اکنون با اضافه شدن استرالیا از ژانویه ۲۰۰۶ و عضویت جزایر ماریانا شمالی ۴۶ عضو دارد) با توجه به سطح مهارت و سابقه فوتبالی‌شان به سه درجه پیشرفته، در حال پیشرفت و نوظهور تقسیم شدند. تیم‌های قرار گرفته در گروه کشورهای نوظهور در مسابقات مقدماتی جام ملت‌های آسیا شرکت نمی‌کنند و به جای آن تورنمنت جدیدی با نام جام مبارزان کنفدراسیون فوتبال آسیا به عنوان مرحله انتخابی جام ملت‌های آسیا برای آنان طراحی شد.
فقط تیم‌های قرار گرفته در گروه کشورهای نوظهور حق شرکت در این مسابقات را دارند. اما با صلاحدید ای‌اف‌سی ممکن است از کشورهای دیگر نیز برای شرکت در این مسابقات دعوت شود. هند و بنگلادش در مسابقات سال ۲۰۰۶ از گروه در حال پیشرفت در این مسابقات شرکت کردند.

## کشورهای نوظهور

کشورهای واجد شرایط برای بازی‌های جام مبارزان
شرکت کنندگان سابق

## کشورهای شرکت‌کننده

The participating countries of the AFC Challenge Cup and their number of appearances in the tournament.
4 appearances
3 appearances
2 appearances
1 appearance
Never qualified
Ineligible
Not an associate member of AFC